# Cottonwood (comté de Kaufman, Texas)
Pour les articles homonymes, voir Cottonwood.
Cottonwood est une ville située au sud-ouest du comté de Kaufman, au Texas, aux États-Unis,.

## Démographie
Lors du recensement de 2010, la ville comptait une population de 185 habitants. Elle est estimée, en 2015, à 202 habitants.

### Source de la traduction
- (en) Cet article est partiellement ou en totalité issu de l’article de Wikipédia en anglais intitulé « Cottonwood, Kaufman County, Texas » (voir la liste des auteurs).